# Front d'action populaire unifié
Le Front d'action populaire unifié (en espagnol : Frente de Acción Popular Unificada) était un front de masse révolutionnaire au Salvador, lié aux Fuerzas Armadas de la Resistencia Nacional (en). La FAPU a été créée en 1974. Il se composait d'organisations syndicales, d'étudiants, de paysans et d'enseignants.
En 1980, la FAPU était l'une des organisations fondatrices de la Coordinadora Revolucionaria de Masas (en).